# Boechera pulchra
Boechera pulchra là một loài thực vật có hoa trong họ Cải. Loài này được (M.E.Jones ex S.Watson) W.A.Weber mô tả khoa học đầu tiên năm 1982.